# John Meehan
John Meehan (Tehachapi, 13 giugno 1902 – 15 maggio 1963) è stato uno scenografo statunitense.

## Filmografia parziale
- Bring on the Girls, regia di Sidney Lanfield (1945)
- Il virginiano (The Virginian), regia di Stuart Gilmore (1946)
- Non c'è due... senza tre (The Bride Wore Boots), regia di Irving Pichel (1946)
- Lo strano amore di Marta Ivers (The Strange Love of Martha Ivers), regia di Lewis Milestone (1946)
- L'ereditiera (The Heiress), regia di William Wyler (1949)
- Viale del tramonto (Sunset Blvd.), regia di Billy Wilder (1950)
- Vivere insieme (The Marrying Kind), regia di George Cukor (1952)
- La ragazza del secolo (It Should Happen to You), regia di George Cukor (1954)
- Ventimila leghe sotto i mari (20,000 Leagues Under the Sea), regia di Richard Fleischer (1954)
- The Slowest Gun in the West, regia di Herschel Daugherty - film TV (1960)